# 孫抄弄
孫 抄弄（ソン・チョロン、朝鮮語: 손 초롱、1987年2月28日 - ）は、韓国の女子プロボクサーである。城南市出身。第2代WBA女子世界ミニマム級王者。

## 来歴
2004年5月8日、17歳でプロデビュー。Kim Ji-Yangに1RKO勝ち。
その後勝ち星を重ね、3戦目で韓国女子フライ級王座獲得。4戦目でライトフライ級も獲得し2階級制覇。
2005年11月12日、メリッサ・シャファーとIFBA世界ミニマム級王座を争い、判定で世界タイトル獲得。
2006年5月20日、上村里子の挑戦を退け王座初防衛。
12月9日、ルオ・ユイジエとWBA女子世界同級王座を争い、2-1の僅差で2冠獲得。
その後WBA王座を2度防衛。
2009年4月11日、大阪で多田悦子を相手に3度目の防衛戦に挑むが、大差判定でプロ初黒星とともに王座陥落。
2011年10月1日に国内で再起戦を勝利した後、11月30日に東京で富樫直美が持つWBC女子世界ライトフライ級王座に挑戦するが、判定で敗れ2階級制覇ならず。
2012年4月10日、東京で柴田直子が持つOPBF東洋太平洋同級王座に挑むが、判定負け。
2013年7月22日、東京で江畑佳代子とのOPBF東洋太平洋フライ級王座決定戦に挑むが、0-3判定負け。

## 戦績
- 15戦11勝（3KO）4敗

## 獲得タイトル
- 国際女子ボクサー協会IFBA世界ミニマム級王座
- 第2代WBA女子世界ミニマム級王座